# أرونداتي موخرجي
أرونداتي موخرجي هي ممثلة هندية (وحملت سابقاً جنسية الراج البريطاني)، ولدت في 1923، وتوفيت في 1990.